# 萊克鎮區 (密蘇里州布坎南縣)
萊克鎮區（英語：Lake Township）是位於美國密蘇里州布坎南縣的一個行政鎮區。

## 地方資料
萊克鎮區的面積為25.51平方千米，當中陸地面積為24.57平方千米，而水域面積為0.93平方千米。根據2020年美國人口普查的數據，當地共有人口50人，而人口密度為每平方千米1.96人。